# 興文縣委舊址
興文縣委舊址位於四川省宜賓市興文縣，文物遺址年代判定為1952年。2012年7月16日公佈為第八批四川省文物保護單位。
興文縣委舊址位於四川省宜賓市興文縣英王山鎮北門上社區，建於1952年，坐西南向東北，占地面積413.44平方米。建築整體佈局呈“四”字形，兩層樓磚木結構，小青瓦屋面，外觀似“大師椅”。建築面闊7間，31.15米、縱深17.3米、高12米，樓梯及二樓地板均為木制結構。興文縣委舊址對研究二十世紀早中期建築工藝及建築美學有很高的參考價值。2011年，興文縣委舊址被直賓市人民政府公佈為市級文物保護單位。